# Pseudoselago spuria
Pseudoselago spuria là một loài thực vật có hoa trong họ Huyền sâm. Loài này được (L.) Hilliard miêu tả khoa học đầu tiên năm 1995.